# 1477 w polityce
Wydarzenia polityczne w 1477 roku.

## Wydarzenia
- 5 stycznia Karol Śmiały, książę Burgundii, ginie w bitwie pod Nancy[1].